# James Ellison
James Ellison (Kendal, 19 settembre 1980) è un pilota motociclistico britannico.
Vincitore del campionato Europeo della classe Superstock nel 2000 e 2001.

## Carriera
Inizia a correre nel motociclismo seguendo le orme del fratello maggiore Dean, anch'esso pilota professionista.
Le sue prime partecipazioni a gare internazionali risalgono al 1999, primo anno in cui ha partecipato al campionato Europeo Superstock, guidando una Honda e arrivando al 10º posto. Nei due anni successivi si è poi aggiudicato il titolo europeo in questa stessa categoria, la prima volta guidando una Honda 900 CBR del team Ten Kate Young Guns e la seconda in sella ad una Suzuki GSX R1000. Partecipa nuovamente allo stesso campionato due anni dopo arrivando al 3º posto.

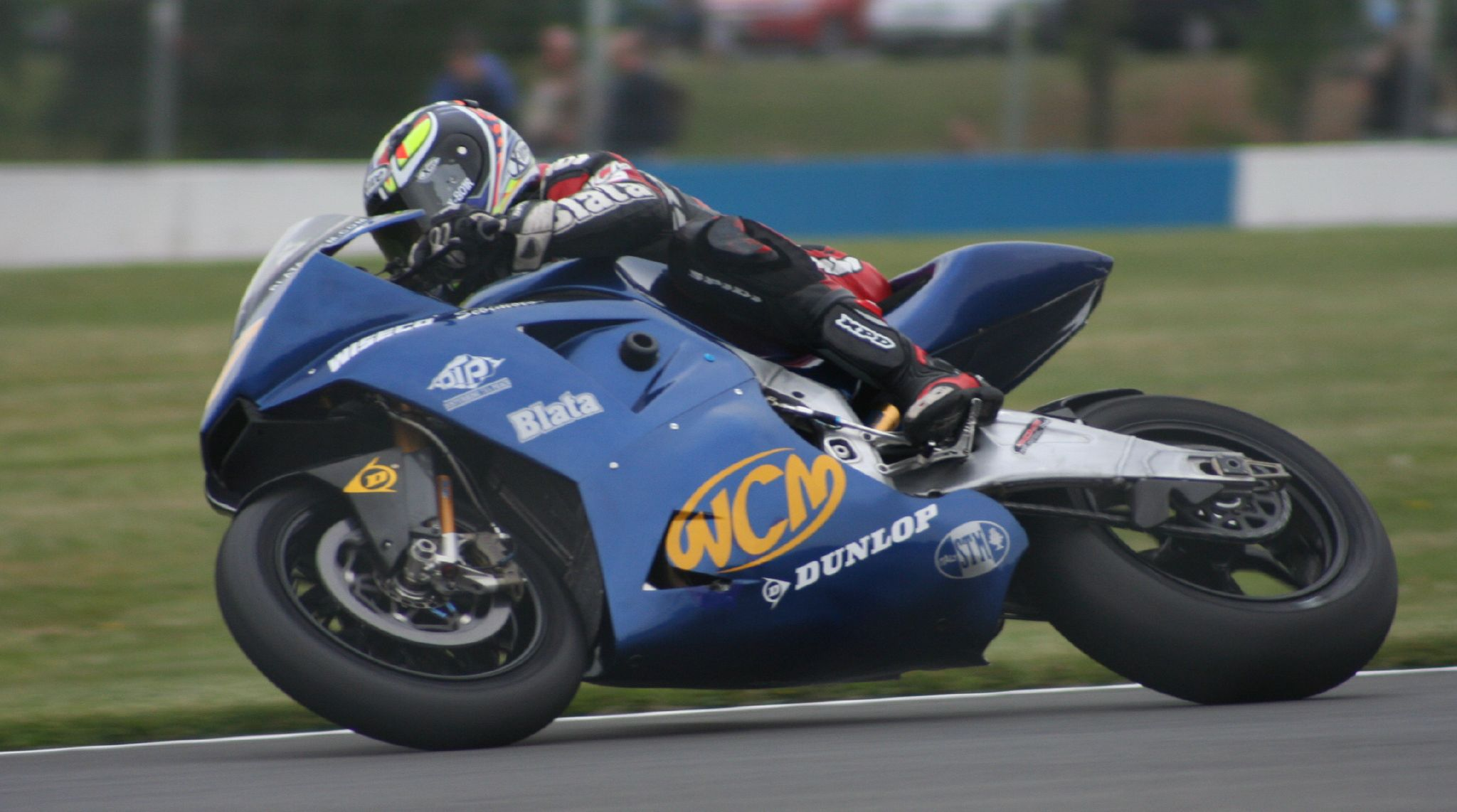
Ellison sulla Blata WCM nel 2005 a Donington.

Dopo aver vinto il campionato britannico Superstock, inizia a correre nel motomondiale, prendendo parte alla classe MotoGP nel 2004 con la WCM, dove è rimasto anche nel 2005, raccogliendo solamente 5 piazzamenti a punti in due anni.
Nel 2006 ha corso ancora nel motomondiale, sempre in MotoGP, ma nel team Tech 3 Yamaha, con Carlos Checa quale compagno di squadra; in questa stagione ha concluso al 18º posto nella classifica generale. 
Nel 2007 partecipa al campionato AMA Superbike con una Honda CBR 1000RR.
Nel 2009 partecipa, come wild card nel campionato mondiale Superbike, al Gran Premio d'Europa a Donington Park con una Yamaha YZF-R1 del team Airwaves Yamaha.
Dopo aver gareggiato nel 2010 nel campionato britannico Superbike, nel 2011 è iscritto al campionato mondiale Supersport in sella ad una CBR600RR del team Bogdanka PTR Honda, ottiene due piazzamenti a podio e chiude al settimo posto. Nella stessa stagione prende parte ad alcune prove del British Superbike Championship dove ottiene un podio e si classifica sedicesimo.
Nel 2012 torna in MotoGP, ingaggiato dal team Paul Bird Motorsport, che gli affida una ART GP12 (moto che sfrutta il regolamento per le CRT). Ottiene come miglior risultato due noni posti (Malesia e Comunità Valenciana) e termina la stagione al 16º posto con 35 punti.

## Risultati in gara

### Campionato mondiale Supersport
| 1999 | Moto  |  |  |  |  |  |  |     |  |  |  |  |  |  |  | Punti | Pos. |
| ---- | ----- |  |  |  |  |  |  | --- |  |  |  |  |  |  |  | ----- | ---- |
| 1999 | Honda |  |  |  |  |  |  | Rit |  |  |  |  |  |  |  | 0     |      |

| 2000 | Moto  |  |  |  |  |  |  |  |    |    |    |  |  |  |  | Punti | Pos. |
| ---- | ----- |  |  |  |  |  |  |  | -- | -- | -- |  |  |  |  | ----- | ---- |
| 2000 | Honda |  |  |  |  |  |  |  | 23 | 15 | 11 |  |  |  |  | 6     | 33º  |

| 2002 | Moto     |    |    |     |    |     |     |     |    |    |   |    |    |  |  | Punti | Pos. |
| ---- | -------- | -- | -- | --- | -- | --- | --- | --- | -- | -- | - | -- | -- |  |  | ----- | ---- |
| 2002 | Kawasaki | 15 | 15 | Rit | 13 | Rit | Rit | Rit | 17 | 13 | 9 | 16 | 11 |  |  | 20    | 20º  |

| 2011 | Moto  |   |     |   |    |   |     |   |    |   |   |   |   |  |  | Punti | Pos. |
| ---- | ----- | - | --- | - | -- | - | --- | - | -- | - | - | - | - |  |  | ----- | ---- |
| 2011 | Honda | 6 | Rit | 7 | 16 | 7 | Rit | 8 | 10 | 2 | 6 | 5 | 3 |  |  | 99    | 7º   |

| Legenda | 1º posto        | 2º posto            | 3º posto           | A punti      | Senza punti        | Grassetto – Pole position Corsivo – Giro più veloce |
| Legenda | Gara non valida | Non qual./Non part. | Ritirato/Non class | Squalificato | '-' Dato non disp. | Grassetto – Pole position Corsivo – Giro più veloce |

### Campionato mondiale Superbike
| 2004 | Moto   |  |  |  |  |  |  |  |  |  |  |     |   |  |  |   |   |  |  |  |  |  |  |  |  |  |  |  |  | Punti | Pos. |
| ---- | ------ |  |  |  |  |  |  |  |  |  |  | --- | - |  |  | - | - |  |  |  |  |  |  |  |  |  |  |  |  | ----- | ---- |
| 2004 | Yamaha |  |  |  |  |  |  |  |  |  |  | Rit | 7 |  |  | 6 | 5 |  |  |  |  |  |  |  |  |  |  |  |  | 30    | 19º  |

| 2008 | Moto  |  |  |  |  |  |  |  |  |  |  |  |  |  |  |  |  |  |  |  |  |    |   |  |  |  |  |  |  | Punti | Pos. |
| ---- | ----- |  |  |  |  |  |  |  |  |  |  |  |  |  |  |  |  |  |  |  |  | -- | - |  |  |  |  |  |  | ----- | ---- |
| 2008 | Honda |  |  |  |  |  |  |  |  |  |  |  |  |  |  |  |  |  |  |  |  | 10 | 4 |  |  |  |  |  |  | 19    | 25º  |

| 2009 | Moto   |  |  |  |  |  |  |  |  |  |  |  |  |  |  |  |  |     |   |  |  |  |  |  |  |  |  |  |  | Punti | Pos. |
| ---- | ------ |  |  |  |  |  |  |  |  |  |  |  |  |  |  |  |  | --- | - |  |  |  |  |  |  |  |  |  |  | ----- | ---- |
| 2009 | Yamaha |  |  |  |  |  |  |  |  |  |  |  |  |  |  |  |  | Rit | 8 |  |  |  |  |  |  |  |  |  |  | 8     | 31º  |

| Legenda | 1º posto        | 2º posto            | 3º posto           | A punti      | Senza punti        | Grassetto – Pole position Corsivo – Giro più veloce |
| Legenda | Gara non valida | Non qual./Non part. | Ritirato/Non class | Squalificato | '-' Dato non disp. | Grassetto – Pole position Corsivo – Giro più veloce |

### Motomondiale
| 2004 | Classe | Moto       |  |  |  |  |  |  |  |  |  |     |    |  |    |    |    |    |  |  | Punti | Pos. |
| ---- | ------ | ---------- |  |  |  |  |  |  |  |  |  | --- | -- |  | -- | -- | -- | -- |  |  | ----- | ---- |
| 2004 | MotoGP | Harris WCM |  |  |  |  |  |  |  |  |  | Rit | 16 |  | 13 | 18 | 22 | 19 |  |  | 3     | 26º  |

| 2005 | Classe | Moto      |    |    |    |     |     |    |    |    |     |     |    |    |     |    |    |    |     |  | Punti | Pos. |
| ---- | ------ | --------- | -- | -- | -- | --- | --- | -- | -- | -- | --- | --- | -- | -- | --- | -- | -- | -- | --- |  | ----- | ---- |
| 2005 | MotoGP | Blata WCM | 16 | 15 | 13 | Rit | Rit | 18 | 19 | 16 | Rit | Rit | 19 | NP | Rit | 15 | 14 | 18 | Rit |  | 7     | 23º  |

| 2006 | Classe | Moto   |    |    |    |    |    |    |   |     |    |    |    |    |    |    |    |    |    |  | Punti | Pos. |
| ---- | ------ | ------ | -- | -- | -- | -- | -- | -- | - | --- | -- | -- | -- | -- | -- | -- | -- | -- | -- |  | ----- | ---- |
| 2006 | MotoGP | Yamaha | 16 | 13 | 18 | 16 | 14 | 16 | 9 | Rit | 14 | 13 | 13 | 17 | 16 | 16 | 15 | 13 | 14 |  | 26    | 18º  |

| 2012 | Classe | Moto |    |     |     |    |    |    |    |    |    |     |    |    |    |    |    |   |     |   | Punti | Pos. |
| ---- | ------ | ---- | -- | --- | --- | -- | -- | -- | -- | -- | -- | --- | -- | -- | -- | -- | -- | - | --- | - | ----- | ---- |
| 2012 | MotoGP | ART  | 18 | Rit | Rit | 11 | 16 | 14 | 14 | 15 | 14 | Rit | 15 | 15 | 13 | 14 | 14 | 9 | Rit | 9 | 35    | 16º  |

| Legenda | 1º posto        | 2º posto            | 3º posto            | A punti      | Senza punti        | Grassetto – Pole position Corsivo – Giro più veloce |
| Legenda | Gara non valida | Non qual./Non part. | Ritirato/Non class. | Squalificato | '-' Dato non disp. | Grassetto – Pole position Corsivo – Giro più veloce |